# Ceromya rubrifrons
Ceromya rubrifrons là một loài ruồi trong họ Tachinidae.